# Dagný Brynjarsdóttir
Dagný Brynjarsdóttir (Hella, 10 de agosto de 1991) es una futbolista islandesa. Juega como centrocampista en el West Ham United de la Women's Super League de Inglaterra. Es internacional con la selección de Islandia donde ha acumulado más de 110 partidos desde su debut en 2010. En 2011, Dagný comenzó a asistir a la Universidad Estatal de Florida y comenzó a jugar para los Seminoles del Estado de Florida. Regresó a Islandia para jugar en Valur durante los meses de verano.

## Biografía
Dagný comenzó a jugar al fútbol cuando tenía seis años con su primer club el KFR de pueblo natal. Jugó para ellos en 2006 mientras competían junto al club Ægir de Þorlákshöfn como una sola entidad, el KFR/Ægir. Al año siguiente se unió al Valur de Reikiavik en la máxima categoría del fútbol femenino islandés, la Úrvalsdeild.

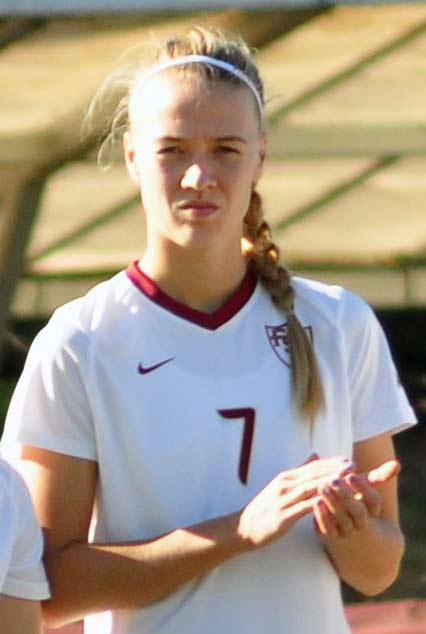
Brynjarsdóttir viste la camiseta del Florida State Seminoles en 2013.

En 2011, comenzó a asistir a la Universidad Estatal de Florida donde se unió al equipo de fútbol universitario Florida State Seminoles, regresando a su país para jugar en Valur durante los meses de verano.
En los Seminoles fue titular durante cuatro años entre 2011 y 2014 en la posición de mediocampista. En su último año se llevó con sus compañeras el campeonato nacional de 2014. Dagný tiene el récord universitario de haber marcado el tanto de la victoria en 19 oportunidades y es la segunda en goles totales (44), tiros al arco (232) y puntos (111). Fue miembro del primer equipo All-American en 2014 y finalista del Hermann Trophy, premio que se otorga anualmente a la mejor jugadora universitaria de fútbol. Fue nombrada Jugadora del Año por Soccer America en 2014. También fue incluida en el All-American por la Asociación Nacional de Entrenadores de Fútbol de América.

## Trayectoria

### Selfoss y Bayern de Múnich
En 2014, Dagný jugó para el Selfoss de la Besta-deild kvenna de Islandia. Al año viajó a Alemania para unirse al Bayern de Múnich de la Bundesliga Femenina.

### Portland Thorns
Al finalizar su estadía en el Seminoles, Dagný decidió no inscribirse en el draft de la NWSL de 2015 para jugar en la National Women's Soccer League de Estados Unidos. En mayo de ese año, intentó jugar con el Western New York Flash, pero las reglas de la liga se lo impidieron.
Más tarde en octubre, el Portland Thorns FC anunció que había adquirido los derechos de la centrocampista y que jugaría para el club en la edición 2016 de la NWSL.
Después de pasar las temporadas 2016 y 2017 con los Thorns, se anunció que Dagný se ausentaría de la temporada 2018 debido a un embarazo. Dio a luz a un hijo en junio de 2018 y regresó al equipo en marzo de 2019.

### Regreso a Selfoss
En 2019, Dagný dejó los Thorns, citando la dificultad de criar a su hijo tan lejos de su país de origen y su familia, y regresó a Islandia para firmar con el Selfoss.

### West Ham United
En 2021, Dagný decidió pisar el césped inglés y se unió al West Ham United de la Women's Super League. Estrenó su nueva camiseta con una derrota de local por 2-0 en un partido de liga contra el Chelsea el 7 de marzo de 2021. En su temporada debut acumuló 9 partidos en todas las competiciones y una sequía de goles.
No fue hasta la temporada 2021-22 que anotó su primer gol para el club en el partido inaugural de la liga contra el Manchester City, una victoria por 2-0 en octubre de 2021. Más tarde anotaría el gol de la victoria en la prórroga ante el Reading en la quinta ronda de la FA Women's Cup en febrero de 2022. Terminó la temporada con 27 partidos en todas las competiciones, firmando 6 goles.
Ante la partida del club de Kateřina Svitková, la islandesa cambió su dorsal del 32 al 10 de cara a la temporada 2022-23. Luego fue nombrada capitana del club por el entrenador Paul Konchesky.

## Selección nacional
Dagný debutó con la selección absoluta de Islandia en la Copa de Algarve de 2010 en una derrota por 2-0 ante Estados Unidos el 24 de febrero de 2010. Fue convocada para la Eurocopa de 2013 donde, en el último partido del grupo contra los Países Bajos, cabeceó el único gol del encuentro para asegurar un lugar en los cuartos de final. Más tarde se supo que había jugado el partido con un pie roto, sufrido en el partido anterior contra Alemania. El 7 de abril de 2022, jugó su partido número 100 con Islandia en la goleada por 5-0 sobre Bielorrusia como parte de la clasificación para la Copa Mundial de 2023.

## Estadísticas

### Clubes
| Club               | País           | Año             |
| ------------------ | -------------- | --------------- |
| KFR/Ægir           | Islandia       | 2006            |
| Valur              | Islandia       | 2007 - 2013     |
| Selfoss            | Islandia       | 2013 - 2015     |
| Bayern de Múnich   | Alemania       | 2015            |
| Portland Thorns FC | Estados Unidos | 2016 - 2019     |
| Selfoss            | Islandia       | 2020            |
| West Ham United    | Inglaterra     | 2021 - presente |